# Chen Si
Chen Si (cinese semplificato: 陈思, cinese tradizionale: 陳思; Suqian, 1968) è un mercante cinese che ha fermato più di 300 persone pronte a suicidarsi dal ponte sul fiume Yangtze di Nanchino, in Cina.

## Attività
Dal 19 dicembre 2003 Chen Si ha trascorso ogni fine settimana sul ponte di Nanchino, un luogo famoso per un gran numero di suicidi commessi. Chen pattuglia il ponte o a piedi o sulla moto, cercando per le persone che potrebbero contemplare il suicidio. Per Chen sono le persone "che sembrano depresse, quelle di cui hanno la pressione psicologica altissima" e di chi "il modo di camminare è molto passivo, senza spirito e senza aver nessuna direzione". Chen poi si avvicina a loro e cerca di comunicare con loro; qualche volta sono già sopra la ringhiera, e lui deve afferrarli e tirarli indietro.
Nelle sue conversazioni con quelle persone, Chen cerca di capire i loro problemi e poi trovare una soluzione alla fine. Per esempio, Chen ha aiutato Shi Xiqing, un uomo che ha cercato di commettere il suicidio per il suo debito di 15000 $ per il trattamento della leucemia di sua figlia, telefonando ogni settimana e parlando con i suoi creditori.
La storia di vita di Chen assomiglia alla loro, e ciò spiega le ragioni alla base della sua attività:" Una volta ero come uno di loro e mi ha aiutato un ragazzo con un grande cuore, mentre avevo un periodo difficile nella mia vita, quando stavo lavorando come un fruttivendolo a Nanchino" - ha detto durante un'intervista al Mail online. Qualche volta, quando si è nei guai, perché si vive da solo e lontano da casa, tutto ciò di cui hai bisogno è un po' di incoraggiamento dagli altri.

## Reazione di media
Chen ha ricevuto l'attenzione costante da parte dei media per le sue attività e per sé, sia in Cina che all'estero. Louisa Lim della NPR lo chiamò come "un inverosimile angelo custode".

## Documentario
I registi Jordan Horowitz e Frank Ferendo nel 2016 hanno girato un film documentario chiamato Angelo di Nanchino, che parla di Chen Si e delle sue attività. Il documentario ha vinto più di 13 premi in festival prestigiosi, tra cui sette per il miglior documentario.